# Тюменский
Тюме́нский — посёлок в Туапсинском районе Краснодарского края. Входит в состав муниципального образования «Небугское сельское поселение».

## География
Посёлок расположен у побережья Чёрного моря, в ущелье Казачья Щель. Находится в 11 км к северо-западу от Туапсе и в 93 км к югу от города Краснодар. Через населённый пункт проходит федеральная автотрасса А-147 «Туапсе—Новороссийск».
Граничит с землями населённых пунктов: Майский на северо-западе и Небуг на юго-востоке.
Населённый пункт расположен у черноморского побережья, у южного склона Главного Кавказского хребта. Поселение окружено горными грядами со смешанным сосновым и лиственным лесом. Средние высоты на территории посёлка составляют 124 метра над уровнем моря. К западу от посёлка расположены горы — Миллионы (427 м) и Сарай Гора (433 м). В верховьях реки Казачка возвышается гора Лысая (821 м).
Гидрографическая сеть представлена рекой Казачка и его мелкими притоками. В бассейне реки Казачка имеются сохранившиеся с древних времён — дольмены.
Климат в посёлке переходный от умеренного к субтропическому. Его в основном характеризуют воздушные массы, дующие с акватории Черного моря. Среднегодовая температура воздуха составляет около +13°С, со средними температурами июля около +23°С, и средними температурами января около +4°С. Среднегодовое количество осадков составляет около 1100 мм в год. Основная часть осадков выпадает в зимний период.

## История
Хутор Казачья Щель был основан в 1965 году. В 1972 году в хуторе имелось 17 дворов.
В 1973 году на месте хутора Казачья Щель, силами и средствами оздоровительного треста «Сургут» начали строиться санатории и пансионаты.
В 1977 году хутор получил статус посёлка и переименован в посёлок Тюменский.
В 1987 году в посёлке проживало 1493 чел. В 1999 году население посёлка уже составляло 2496 чел.

## Население
| 1989 | 1999  | 2002  | 2010  |
| ---- | ----- | ----- | ----- |
| 2075 | ↗2496 | ↗2497 | ↘2338 |

Национальный состав
По данным Всероссийской переписи населения 2010 года:
| Народ    | Численность, чел. | Доля от всего населения, % |
| -------- | ----------------- | -------------------------- |
| русские  | 2 040             | 87,3 %                     |
| украинцы | 61                | 2,6 %                      |
| адыги    | 57                | 2,4 %                      |
| армяне   | 50                | 2,1 %                      |
| другие   | 130               | 5,6 %                      |
| всего    | 2 338             | 100 %                      |

По данным Всероссийской переписи населения 2021 года:
| Народ             | Численность, чел. | Доля от всего населения, % |
| ----------------- | ----------------- | -------------------------- |
| Русские           | 1 922             | 90,07 %                    |
| Адыги (Черкесы)   | 55                | 2,58 %                     |
| Армяне            | 39                | 1,83 %                     |
| Чеченцы           | 35                | 1,64 %                     |
| Украинцы          | 31                | 1,45 %                     |
| другие/не указано | 52                | 2,43 %                     |
| всего             | 2 134             | 100,0 %                    |

## Образование
- Средняя общеобразовательное школа № 37 — ул. Солнечная.
- Дошкольное образовательное учреждение № 18 — ул. Солнечная.

## Экономика
Основу экономики посёлка составляет сфера услуг. В посёлке расположены несколько десятков санаториев, пансионатов, баз отдыха, лагерей и т.д.

## Территории
| ГСК Автодом |
| ГСК Заря    |

| ГСК Колесо  |
| ГСК Надежда |

| ГСК Рассвет |
| ГСК Тюменец |

## Известные жители
- Влади́мир Исаа́кович Ла́нцберг (1948 — 2005) — российский бард, писатель, поэт, педагог.